# بلدة جنيف (مقاطعة فان بورين)
جنيف، مقاطعة فان بورين (بالإنجليزية: Geneva Township, Van Buren County, Michigan)‏ هي بلدة تقع بولاية ميشيغان في الولايات المتحدة. تبلغ مساحتها 91.5 (كم²)، وترتفع عن سطح البحر 192 م، بلغ عدد سكانها 3975 نسمة في عام تعداد الولايات المتحدة 2000 حسب إحصاء مكتب تعداد الولايات المتحدة وتصل الكثافة السكانية فيها 43.5 نسمة/كم2.

## أعلام
- لورنس مكينلي قاولد
- دوايت واتسون

## وصلات خارجية
- The US50 - Cities and Towns in Michigan State
- Michigan Cities and Towns, Facts, Map, Flag, Colleges, Government, and More